# 賀曾樸
賀曾樸（英語：Paul Tseng-Pu Ho，1951年4月12日—），臺灣天文學家、中央研究院院士。現任東亞天文臺 （页面存档备份，存于）臺長，事件視界望遠鏡董事會東亞席次代表。先後擔任中研院天文所籌備處主任及所長10年、史密松天文台資深天文物理學家；專長領域是電波天文學、光譜學、恆星與行星的形成等。帶領臺灣和美國合作「次毫米波陣列望遠鏡（SMA）」計畫。促成臺灣參與（或主導）尖端天文儀器的研發與興建計畫：阿塔卡瑪大型毫米及次毫米波陣列(ALMA)、格陵蘭望遠鏡(GLT)、李遠哲宇宙背景輻射陣列(AMiBA)、中美掩星計畫(TAOS)及海王星外自動掩星普查計畫望遠鏡(TAOS-2)、廣角紅外線相機(WIRCam)、新一代超廣角相機(HSC)、主焦點光譜儀(PFS)、地球空間中之能量與輻射人造衛星(ERG)、宇宙學及天文物理太空紅外線望遠鏡（SPICA）。
賀曾樸並推動臺灣參與東亞核心天文臺聯盟(EACOA)，（聯盟希望能結合東亞各天文台資源，促進地區性的合作與發展、以提升東亞天文界的競爭力為目標，期能與西方國家的天文發展並駕齊驅）。現任東亞天文臺臺長、麥克斯威爾電波天文望遠鏡臺長。

## 生平
賀曾樸祖籍上海，1951年生於香港，12歲移居美國；後陸續取得美國麻省理工學院的學士、碩士和博士。曾任教於美國哈佛大學天文系，其後到台任教於國立臺灣大學、國立中央大學。

## 外部連結
- 中研院天文所 - Paul, T.P. Ho （页面存档备份，存于）
- 觀測恆星 發現銀河超大質量黑洞

| 前任： 郭新 | 中研院天文所籌備處主任 2005年89月1日—2010年5月31日 | 繼任： 改制成正式研究所 |

| 前任： 首任 | 中央研究院 天文及天文物理研究所所長 2010年6月—2014年8月31日 | 繼任： 朱有花 |